# San Nicolás Tetelco
San Nicolás Tetelco es uno de los siete pueblos originarios de la Alcaldía Tláhuac, en la Ciudad de México. Se localiza en el extremo suroeste del término tlahuaquense en el límite con la Alcaldía Milpa Alta y el municipio mexiquense de Chalco, Estado de México.

## Toponimia
Tetelco es un topónimo de origen náhuatl. Deriva de los vocablos tetelli "monton", hacimiento de piedras y co "lugar", partícula locativa. Se traduce como Lugar en las piedras amontonadas. En fuentes anteriores al siglo XIX, Tetelco aparece con diferentes nombres por las traducciones que se hicieron como Teteltzinco de los ahuehuetes, o tetelcoatl "donde existen serpientes".

## Origen impreciso
El poblamiento de la zona de Tetelco corresponde desde la época prehispánica al siglo XIII en la que estuvo unida a Mixquic  hasta la época colonial siguió siendo una sección del pueblo de Mixquic, narran pobladores nativos del lugar que el poblado fue habitado originalmente por los desterrados de Mixquic, a causa de haber cometido algún delito y se conoció con el nombre de "Santa Fe Teteltzinco de los ahuehuetes".

## Historia
Cuando Tetelco estaba unido con Mixquic (épocas prehispánica y colonial) estos pueblos llegaron a tener escenarios naturales como manantiales que alimentaron los canales, donde había peces al ser una región de chinampas favoreció actividad agrícola y llagaban a transportar plantas de ornato y hortalizas, maíz, frijol, calabaza y chía, entre otros productos hasta el centro de la ciudad, un trayecto de doce hora en canoa. A finales del siglo XVII se estableció en las inmediaciones del pueblo la Hacienda de Santa Fe Tetelco, que desde el año 1703, hay un contrato de compra venta que está en el Archivo General de la Nación y citado por don Refugio Palacios en el libro Historia de San Nicolás Tetelco (1534-2000)  y que originalmente tenía una superficie de mil 562 hectáreas.
Paso por numerosos dueños hasta que en el siglo XIX formó parte de las propiedades de Íñigo Noriega Lasso en la cuenca de Chalco-Xochimilco. Durante la Revolución mexicana, Tetelco apoyó al Ejército Libertador del Sur de Emiliano Zapata. Algunos tetelquenses fueron destacados miembros de esa fuerza revolucionaria, entre ellos Samuel Vigueras. Con otros pueblos de Tláhuac, Tetelco solicitó al gobierno mexicano que se le restituyeran sus posesiones comunales, arrebatadas a lo largo del siglo XIX. La petición fue rechazada, pero los campesinos del pueblo recibieron una dotación de tierras bajo el régimen ejidal.

## Flora y fauna
Es la parte más boscosa del Ayaquemetl donde todavía es posible ver fauna como coyote, gato montés, guinea, tlacuache, águila, zopilote, cocoleada, zorrillo, correcaminos, armadillo, víbora de cascabel, cincuate y chirrionera, entre otros.
La flora del lugar se compone de encino, oyamel y madroño, entre otras especies de árboles, además de los frutales como manzana, ciruelo, durazno, tejocote, capulín, limón, naranja y pino piñonero.
Al ser un lugar donde se desarrolla actividad agrícola los ejidatarios siembran en la parte alta del Ayaquemetl forraje, avena, maíz, haba, chícharo, frijol y papa; y en la parte de abajo tomate, frijol, chícharo, calabaza y todo tipo de hortalizas, espinaca, acelga y huauzontle.
- Datos: Q6119488